# سیارک ۲۱۷۲۱
سیارک ۲۱۷۲۱ (به انگلیسی: 21721 Feiniqu، نامگذاری:1999RY119) بیست و یک هزار و هفتصد و بیست و یکمین سیارک کشف شده‌است که در ۹ سپتامبر ۱۹۹۹ کشف شد.
قدر مطلق سیارک برابر ۱۲.۹ است.